# بسکتبال با ویلچر در پارالمپیک تابستانی ۲۰۲۰
بسکتبال با ویلچر در پارالمپیک تابستانی ۲۰۲۰ در دو مکان برگزار خواهد شد: ورزشگاه ماساشینو فورست برای مرحله گروهی و آریاکه آرنا برای فینال.
بازی‌های المپیک و پارالمپیک تابستانی ۲۰۲۰ به دلیل دنیاگیری کووید-۱۹ به سال ۲۰۲۱ موکول شدند. این مسابقات از ۲۴ اوت تا ۵ سپتامبر ۲۰۲۱ برگزار خواهد شد.

## انتخابی
۱۲ تیم در بخش مردان و ۱۰ تیم در بخش زنان به این بازی‌ها راه یافتند.

### مردان
| نحوه کسب سهمیه                            | تاریخ                     | مکان       | تعداد | راه یافته                                                        |
| ----------------------------------------- | ------------------------- | ---------- | ----- | ---------------------------------------------------------------- |
| کشور میزبان                               | —                         | —          | ۱     | ژاپن (JPN)                                                       |
| بازی‌های پاراپان امریکن ۲۰۱۹               | ۲۳ اوت – ۱ سپتامبر ۲۰۱۹   | لیما       | ۳     | ایالات متحده آمریکا (USA) · کانادا (CAN) · کلمبیا (COL)          |
| قهرمانی بسکتبال با ویلچر مردان اروپا ۲۰۱۹ | ۲۸ اوت – ۹ سپتامبر ۲۰۱۹   | واوب ژیخ   | ۴     | آلمان (GER) · بریتانیای کبیر (GBR) · اسپانیا (ESP) · ترکیه (TUR) |
| قهرمانی آسیا/اقیانوسیه ۲۰۱۹               | ۲۹ نوامبر – ۷ دسامبر ۲۰۱۹ | پاتایا     | ۳     | استرالیا (AUS) · ایران (IRI) · کره جنوبی (KOR)                   |
| قهرمانی آفریقا ۲۰۲۰                       | ۱–۷ مارس ۲۰۲۰             | ژوهانسبورگ | ۱     | الجزایر (ALG)                                                    |
| مجموع                                     |                           |            | ۱۲    |                                                                  |

### زنان
| نحوه کسب سهمیه              | تاریخ                     | مکان       | تعداد | راه یافته                                                       |
| --------------------------- | ------------------------- | ---------- | ----- | --------------------------------------------------------------- |
| کشور میزبان                 | —                         | —          | ۱     | ژاپن (JPN)                                                      |
| قهرمانی اروپا ۲۰۱۹          | ۲۹ ژوئن – ۷ ژوئیه ۲۰۱۹    | روتردام    | ۴     | هلند (NED) · بریتانیای کبیر (GBR) · آلمان (GER) · اسپانیا (ESP) |
| بازی‌های پاراپان امریکن ۲۰۱۹ | ۲۳ اوت – ۱ سپتامبر ۲۰۱۹   | لیما       | ۲     | کانادا (CAN) · ایالات متحده آمریکا (USA)                        |
| قهرمانی آسیا/اقیانوسیه ۲۰۱۹ | ۲۹ نوامبر – ۷ دسامبر ۲۰۱۹ | پاتایا     | ۲     | استرالیا (AUS) · چین (CHN)                                      |
| قهرمانی آفریقا ۲۰۲۰         | ۱–۷ مارس ۲۰۲۰             | ژوهانسبورگ | ۱     | الجزایر (ALG)                                                   |
| مجموع                       |                           |            | ۱۰    |                                                                 |

## تقویم مسابقات
| G | مرحله گروهی | ¼ | یک‌چهارم نهایی | ½ | نیمه‌نهایی | B | مسابقه برای مدال برنز | F | فینال |

| تاریخرویداد | چهارشنبه ۲۵ اوت | پنجشنبه ۲۶ اوت | جمعه ۲۷ اوت | شنبه ۲۸ اوت | یکشنبه ۲۹ اوت | دوشنبه ۳۰ اوت | سه شنبه ۳۱ اوت | چهارشنبه ۱ سپتامبر | پنجشنبه ۲ سپتامبر | جمعه ۳ سپتامبر | شنبه ۴ سپتامبر | شنبه ۴ سپتامبر | یکشنبه ۵ سپتامبر | یکشنبه ۵ سپتامبر |
| ----------- | --------------- | -------------- | ----------- | ----------- | ------------- | ------------- | -------------- | ------------------ | ----------------- | -------------- | -------------- | -------------- | ---------------- | ---------------- |
| مردان       | G               | G              | G           | G           | G             | G             |                | 1/4                |                   | 1/2            |                |                | B                | F                |
| زنان        | G               | G              | G           | G           | G             |               | 1/4            |                    | 1/2               |                | B              | F              |                  |                  |

## مدال‌ها
| رویداد | طلا                       | نقره       | برنز                      |
| ------ | ------------------------- | ---------- | ------------------------- |
| مردان  | ایالات متحده آمریکا (USA) | ژاپن (JPN) | بریتانیای کبیر (GBR)      |
| زنان   | هلند (NED)                | چین (CHN)  | ایالات متحده آمریکا (USA) |